# Stella Ambler
Stella Ambler (née le 29 septembre 1966 à Etobicoke en Ontario) est une femme politique canadienne. Elle a été députée de la circonscription électorale de Mississauga-Sud de 2011 à 2015 en tant que membre du Parti conservateur du Canada. Lors des élections générales de 2015, elle a été défaite par Sven Spengemann du Parti libéral du Canada dans la nouvelle circonscription de Mississauga—Lakeshore.

## Résultats électoraux
|       | Candidat        | Parti        | # de voix | % des voix |
|       | Stella Ambler   | Conservateur | +22 991,  | 46,48 %    |
|       | (x) Paul Szabo  | Libéral      | +18 393,  | 37,18 %    |
|       | Farah Kalbouneh | NPD          | +06 354,  | 12,85 %    |
|       | Paul Simas      | Vert         | +01 532,  | 3,1 %      |
|       | Richard Barrett | Indépendant  | +00194,   | 0,39 %     |
| Total | Total           | Total        | 49 464    | 100 %      |